# Direct (musikalbum av Vangelis)
Direct är Vangelis första skiva på Arista Records efter att ha byggt sin karriär på Polydor. Med detta album uppdaterade Vangelis sin syntpark med modernare 80-talssyntar och utvecklade även en teknologi som han kallade The Direct. Teknologin var en metod att koppla samman syntar och förenkla komponerande och arrangerande med flera syntar samtidigt. Denna teknologi var emellertid inte färdigställd när albumet spelades in.

## Låtlista
1. The Motion Of Stars (4:19)
2. The Will Of The Wind (4:44)
3. Metallic Rain (6:11)
4. Elsewhere (5:45)
5. Dial Out (5:22)
6. Glorianna (Hymn A La Femme) (4:22)
7. Rotation's Logic (3:36)
8. The Oracle Of Apollo (3:58)
9. Message (7:12)
10. Ave (5:04)
11. First Approach (5:01)
12. Intergalactic Radio Station (7:44)